# Nakhon Noi
Nakhon Noi (Nakorn Noi, voller Thronname Somdet Brhat Chao Negara Raja Sri Sadhana Kanayudha; * im 16. Jahrhundert) war 1582 für kurze Zeit König von Lan Chang.

## Leben
Nakhon Noi wurde von König Sai Setthathirath I. (reg. 1548–1571) zum Gouverneur von Nakhon Noi ernannt, der ihm auch den Titel Phragna Nakhon Noi verlieh. Nach dem Tod von König Phra Nga Sen Sulintara Lusai (reg. 1572–1575, 1580–1582) kam er auf den Thron, doch wurde er kurze Zeit später zum Rücktritt gezwungen und als Gefangener nach Birma geschickt. Beim Volk war er wegen seiner Grausamkeit verhasst. Nach Nakhon Noi folgte ein Interregnum von acht Jahren und eine Zeit der starken Instabilitäten.
No Keo Kuman, der Sohn von König Sai Setthathirath I., wurde vom Volk stets als der rechtmäßige König angesehen, und nachdem er 1590 alt genug war, sandte man eine Delegation nach Pegu, um von König Nandabayin seine Wiedereinsetzung zu erreichen. No Keo Kuman wurde freigelassen und im Jahr darauf in Vientiane gekrönt.